# Flers-sur-Noye
Flers-sur-Noye é uma comuna francesa na região administrativa de Altos da França, no departamento de Somme. Estende-se por uma área de 4,65 km². Em 2010 a comuna tinha 517 habitantes (densidade: 111,2 hab./km²).